# David Chabala
David Efford Chabala (ur. 2 lutego 1960 w Mufulirze, zm. 27 kwietnia 1993 w okolicach Libreville) – zambijski piłkarz grający na pozycji bramkarza. Mierzył 180 cm wzrostu. W 1985 roku został uhonorowany tytułem Sportowca Roku w Zambii.

## Kariera
Chabala w czasach juniorskich występował w amatorskim klubie Lubuto. Grał tam jako napastnik, między słupki zaś stanął przez przypadek, kiedy musiał zastąpić nieobecnego podczas towarzyskiego meczu podstawowego bramkarza. W 1978 rozpoczął profesjonalną karierę w Mufulira Wanderers, gdzie spędził większość kariery. Z zambijskiej ekstraklasie zadebiutował 27 lipca 1980. W 1991 roku przeniósł się na jeden sezon do Argentinos Juniors. Po zakończeniu sezonu wrócił do poprzedniego klubu, w którym grał do końca kariery. W reprezentacji zadebiutował 10 kwietnia 1983 roku. W sumie w drużynie narodowej wystąpił w 108 meczach, co jest rekordem kraju.

## Śmierć
W wieku 33 lat karierę piłkarza przerwała śmierć w katastrofie lotniczej. Zawodnik leciał do Senegalu na mecz eliminacji do MŚ 1994 razem z reprezentacją Zambii. Samolot spadł do oceanu u wybrzeży Gabonu, 500 m od brzegu. W katastrofie zginęło 30 osób, wszyscy na pokładzie. Chabala pozostawił żonę Joyce i pięcioro dzieci.